# Grewia brachypoda
Grewia brachypoda är en malvaväxtart som beskrevs av Cheng Yih Wu. Grewia brachypoda ingår i släktet Grewia och familjen malvaväxter. Inga underarter finns listade i Catalogue of Life.